# Tênis de mesa nos Jogos da Commonwealth de 2010
O tênis de mesa nos Jogos da Commonwealth de 2010 foi realizado em Délhi, na Índia, entre 4 e 14 de outubro. Sete eventos foram disputados no Complexo Esportivo Yamuna: simples masculino e feminino, duplas masculinas e femininas, equipes masculinas e femininas e duplas mistas. Também foi disputado um evento feminino para atletas em cadeira de rodas (TT1–5).

## Medalhistas
Masculino
| Evento  | Ouro                                                           | Prata                                                                                  | Bronze                                                                                               |
| Simples | Yang Zi SIN Cingapura                                          | Gao Ning SIN Cingapura                                                                 | Sharath Kamal Achanta IND Índia                                                                      |
| Duplas  | Sharath Kamal Achanta Subhajit Saha IND Índia                  | Gao Ning Yang Zi SIN Cingapura                                                         | Andrew Baggaley Liam Pitchford ENG Inglaterra                                                        |
| Equipes | Cai Xiaoli Gao Ning Ma Liang Pang Xuejie Yang Zi SIN Cingapura | Andrew Baggaley Paul Drinkhall Darius Knight Liam Pitchford Daniel Reed ENG Inglaterra | Sharath Kamal Amalraj Anthony Arputhraj Abiishek Ravichandran Soumyadeep Roy Subhajit Saha IND Índia |

Feminino
| Evento  | Ouro                                                                 | Prata                                                                                    | Bronze                                                          |
| Simples | Feng Tianwei SIN Cingapura                                           | Yu Mengyu SIN Cingapura                                                                  | Wang Yuegu SIN Cingapura                                        |
| Duplas  | Li Jiawei Sun Beibei SIN Cingapura                                   | Feng Tianwei Wang Yuegu SIN Cingapura                                                    | Mouma Das Poulomi Ghatak IND Índia                              |
| Equipes | Feng Tianwei Li Jiawei Sun Beibei Wang Yuegu Yu Mengyu SIN Cingapura | Mouma Das Poulomi Ghatak Shamini Kumaresan Prabhu Mamta Madhurika Suhas Patkar IND Índia | Beh Lee Wei Chiu Soo Jiin Fan Xiao Jun Ng Sock Khim MAS Malásia |

Misto
| Evento | Ouro                             | Prata                               | Bronze                                      |
| Duplas | Wang Yuegu Yang Zi SIN Cingapura | Feng Tianwei Gao Ning SIN Cingapura | Joanna Parker Paul Drinkhall ENG Inglaterra |

EAD
| Evento        | Ouro                         | Prata                          | Bronze                            |
| Simples TT1–5 | Kate Nwaka Oputa NGR Nigéria | Catherine Morrow AUS Austrália | Faith Chinenye Obiora NGR Nigéria |

## Quadro de medalhas
| Ordem | País       | Medalha de ouro | Medalha de prata | Medalha de bronze | Total |
| ----- | ---------- | --------------- | ---------------- | ----------------- | ----- |
| 1     | Singapura  | 6               | 5                | 1                 | 12    |
| 2     | Índia      | 1               | 1                | 3                 | 5     |
| 3     | Nigéria    | 1               |                  | 1                 | 2     |
| 4     | Inglaterra |                 | 1                | 2                 | 3     |
| 5     | Austrália  |                 | 1                |                   | 1     |
| 6     | Malásia    |                 |                  | 1                 | 1     |
| TOTAL | TOTAL      | 8               | 8                | 8                 | 24    |